# François Roffiaen
Vous pouvez aider à l'améliorer ou bien discuter des problèmes sur sa page de discussion.
- Il ne respecte pas la neutralité de point de vue. Considérez son contenu avec précaution. Il est possible de préciser les sections non neutres en utilisant {{section non neutre}} et de souligner les passages problématiques avec {{passage non neutre}}. (Marqué depuis juillet 2021)

Vous pouvez aider à l'améliorer ou bien discuter des problèmes sur sa page de discussion.
- Son texte doit être wikifié : il ne correspond pas à la mise en forme Wikipédia (style, typographie, liens internes, liens entre les wikis, etc.). (Marqué depuis juillet 2021)
- Il n’est pas rédigé dans un style encyclopédique. (Marqué depuis juillet 2021)

Jean François Xavier Roffiaen, né le 9 août 1820 à Ypres (Belgique) et mort le 25 janvier 1898 à Ixelles (Belgique), est un artiste-peintre belge spécialisé dans la représentation de paysages alpins.

## Biographie
Les membres de la famille du côté paternel de François Roffiaen, sont de condition modeste. Les hommes exercent le métier de journalier, de maçon, d’aubergiste ou de sellier et les femmes celui de couturière ou de dentellière. Jean François, son père (1794-1837), est lui-même établi comme tapissier, et sa mère, Victoire Félicité Bocquet (1789-1870), est la fille d'un marchand d'Aire-sur-la-Lys (France).
Il se marie à Ixelles le 19 novembre 1847 avec la dinantaise Éléonore Bodson (1792-1854) et se remarie à Louvain le 14 octobre 1858 avec Marie-Anne Tilly (1829-1893). Ils ont un fils prénommé Hector (1859-1895).
Installé dans la capitale belge depuis 1847, il déménage plusieurs fois.
Quelques mois après son décès, les autorités communales donnent son nom à une rue d'Ixelles. En 1907, une notice lui est consacrée dans la Biographie nationale éditée par l'Académie royale de Belgique. Madeleine Ley, son arrière-petite-nièce, évoque brièvement son image dans son roman Olivia (Gallimard, 1936).
Dans la première moitié du XXe siècle son nom est très rarement cité.
Depuis les années 1960-1970, à la faveur d'un renouveau d'intérêt pour l'art des petits maîtres du XIXe siècle, l'œuvre de Roffiaen est en voie de réhabilitation (Gérald Schurr, 1979). Une première exposition lui a été spécialement consacrée au Musée communal d'Ypres du 5 décembre 1998 au 4 avril 1999.

## Le peintre
François Roffiaen est âgé de trois ans à peine lorsque, pour des raisons indéterminées, il vient vivre chez son oncle paternel, Joseph-Louis-Augustin, installé dans un commerce de livres rue de l'Ange à Namur, ville où il passe, comme il le note lui-même, « les plus belles années de son existence » et dont il fréquente l'Athénée ainsi que l'Académie de peinture (1835-1839) sous la direction de Ferdinand Marinus ; ses condisciples se nomment alors Louis Bonet, Jean-Baptiste Kindermans et Joseph Quinaux.
Il poursuit ses études artistiques à l’Académie de Bruxelles (1839-1842), notamment auprès du célèbre vedutiste François Bossuet chargé d'enseigner la perspective et qui passe pour l’autorité en matière de paysages et de vues de villes. Il fréquente ensuite l’atelier bruxellois de Pierre-Louis Kühnen (1812-1877), un peintre originaire d'Aix-la-Chapelle spécialisé dans le paysage romantique, et perçoit pour cette raison un subside d’un montant de 600 francs que les autorités de la ville d'Ypres lui versent annuellement (1842-1845 ou 1846) ; dans le même temps, il enseigne le dessin au Collège communal de Dinant. Pour remercier sa ville natale du soutien qu'elle lui apporte, il cède au profit du Musée local un Paysage avec moulin hydraulique (1844), une Chute de l’Aar dans les hautes Alpes (1848) et une Vue du Grütli au lac des Quatre Cantons (1857), tout comme il lègue, bien plus tard, une grande Vallée de Chamonix au Musée communal d’Ixelles dont il a intégré la commission administrative lors de sa création en 1892.

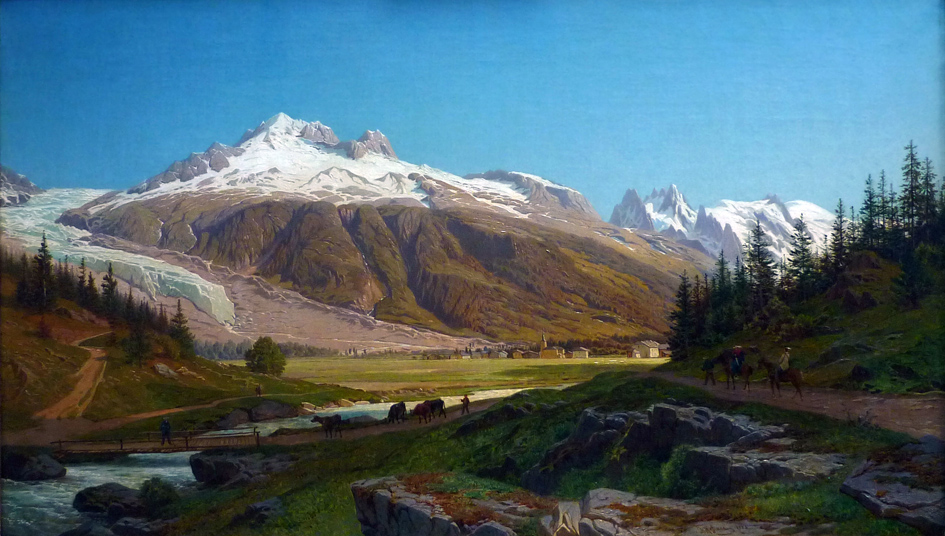
Le glacier d'Argentière, l'Aiguille Verte et le Mont Blanc (vue prise à la bifurcation des chemins du col de Balme et de la Tête Noire), huile sur toile, 1883, collection privée.

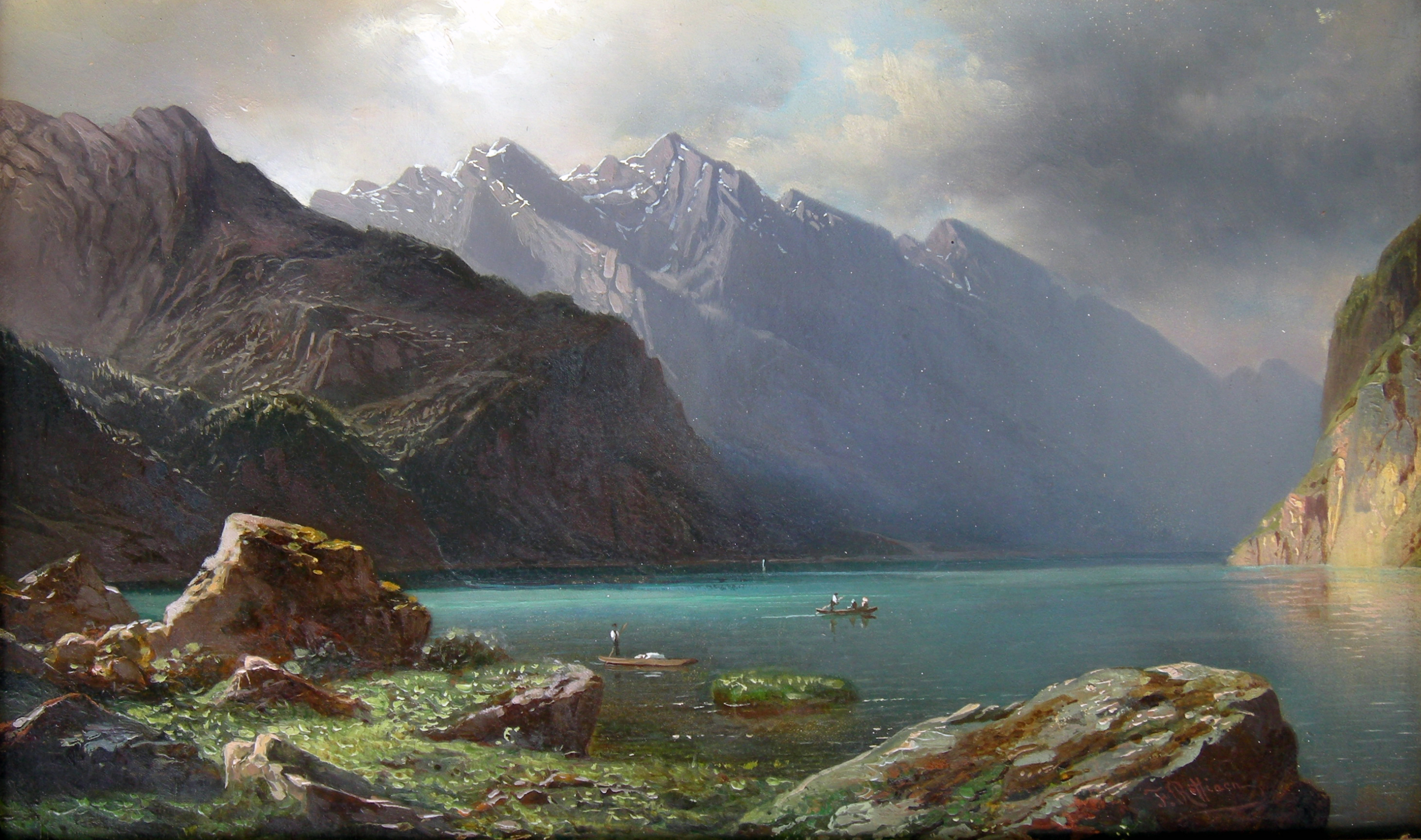
Bords du Königsee (Haute-Bavière), huile sur carton, collection privée

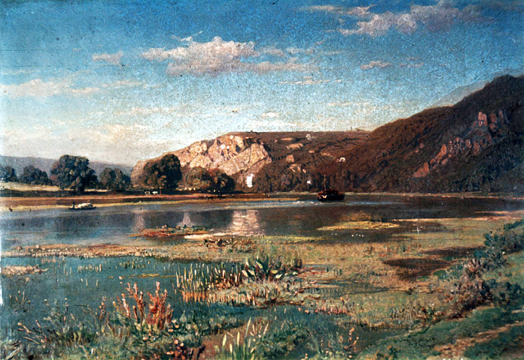
Les bords de la Meuse à Waulsort avant sa canalisation, huile sur bois, 1876, collection privée

Ces titres révèlent clairement un des thèmes de prédilection de l’artiste : la représentation des paysages alpins. Vivement impressionné par des œuvres d'Alexandre Calame exposées en Belgique, François Roffiaen gagne en effet Genève à l’automne 1846 et séjourne pendant six mois auprès de ce maître avant de découvrir par lui-même la montagne. Plusieurs autres voyages continuent à le familiariser avec les paysages de Suisse, d'Autriche, de Haute-Bavière et de Haute-Savoie (1852, 1855, 1856, 1864, 1868, 1879). Mais le peintre se plaît aussi à représenter les sites pittoresques du pays mosan et de l’Ourthe, les lochs d’Écosse découverts en 1862, ou les étendues de bruyères limbourgeoises parcourues à partir du milieu de la décennie précédente, ce qui fait de lui, comme d’un Edmond Tschaggeny, un des pionniers de la peinture campinoise, une école aujourd’hui injustement oubliée.
Dès le début des années 1840, Roffiaen emprunte la voie qui s’impose alors à tout artiste plasticien soucieux d’assurer la plus large publicité possible à son œuvre[non neutre] : la participation aux grandes expositions collectives. C’est ainsi que ses tableaux sont accrochés pendant plus de cinquante ans aux cimaises des Salons triennaux d'Anvers, Bruxelles et Gand, comme ils figurent dans le cadre de très nombreuses manifestations artistiques organisées en province (Bruges, Courtrai, Liège, Louvain, Malines, Mons, Namur, Spa, Ostende, Termonde, Ypres) ou encore à l’étranger (Alger, Amsterdam, Barcelone, Brême, Caracas, Dublin, Le Havre, La Haye, Londres, Lyon, Melbourne, Munich, Nice, Paris, Reims, Rotterdam).
Les années 1850-1860 sont celles du meilleur succès : nombreuses ventes en Belgique, en Grande-Bretagne et aux États-Unis; œuvres acquises par un shah de Perse, par la maison royale belge et par la britannique; voyage d'étude en Écosse commandité par la reine Victoria mais que la mort inopinée d'Albert, prince consort, rend malheureusement caduc (décembre 1861); réception comme chevalier de l’Ordre de Léopold (1869).
Sa peinture, construite selon des formules indéfiniment répétées et chaque année un peu plus usées, finit cependant par lasser les chroniqueurs d’art :

« Que de fois les critiques de la presse ont fait à M. Roffiaen des représentations sur le parti pris de sa peinture. M. Roffiaen a laissé dire, il a continué à accumuler les paysages de Belgique, d’Écosse, de Suisse, d’Allemagne, d’Italie, que sais-je, peignant sans relâche, d’après la même formule, accommodant le même ciel, les mêmes arbres, les mêmes rochers, sans souci des latitudes, selon le goût d’un public spécial qui achète tout cela et le paye largement. Laissez M. Roffiaen tranquille, gens de la presse, il fait sa petite nature comme on la lui demande, et sait bien pourquoi. »

— G. H., L’Organe de Namur et de la Province, 1874
À plusieurs reprises toutefois, un critique comme Gustave Lagye (1843-1908) tient à souligner les qualités d'un art dont l’extrême délicatesse du fini le dispute au rendu quasi photographique du détail :

« Opposé à M. Roffiaen pour sa manière de peindre, sèche et menue, je suis obligé de l'admirer pour sa prodigieuse habileté et surtout pour l'art exquis avec lesquels il fait tenir dans les cadres les plus étroits, des panoramas grandioses dont il cisèle le moindre accident avec un scrupule de miniaturiste. Permis aux amateurs de grande peinture de préférer en thèse générale les larges études sabrées en un jour de fièvre et d'inspiration, mais le touriste leur préférera toujours les fines et complètes photographies picturales, où M. Roffiaen leur permet de retrouver toutes les parties des sites qu'il a admirés et détaillés sur les lieux mêmes d'un œil à la fois enthousiaste et curieux. Ses Bords de la Meuse, à Wauslort ; son Marais de Genck, aux approches du Crépuscule ; sa Vue dans l'Oberland Bernois, sont traités à la façon des gothiques, la perspective et l'élégance en plus. M. Roffiaen est une figure à part dans le mouvement artistique belge et il faut lui rendre la justice qui lui est due. »

— La Fédération artistique 1877
L’exécution de certains animaux ou petits personnages qui étoffent ses œuvres a été laissée à des mains plus expertes que les siennes en ces matières, comme de coutume dans le milieu artistique traditionnel : celles de Johannes Hubertus Leonardus de Haas, Adolphe Dillens (1821-1877), Théodore Gérard (1829-1902), Louis Robbe, Paul Van der Vin, Frans Van Leemputten (1850-1914), Eugène Verboeckhoven   ou encore des frères Edouard (1819-1897) et Constant (1823-1867) Woutermaertens.

## Le franc-maçon
Initié en avril 1854 au sein de la plus importante loge du royaume, Les Vrais Amis de l'union et du progrès réunis, François Roffiaen pousse la carrière maçonnique jusqu’au 33e et dernier grade du Rite écossais ancien et accepté. Son nom figure au Tableau des Grands Inspecteurs généraux du Suprême Conseil de Belgique dont il est pendant vingt-huit ans le Grand Maître des Cérémonies.
En 1883, son engagement le pousse à faire ouvertement l’hommage d’un de ses tableaux à son Frère le général Antonio Guzmán Blanco, président de la république du Venezuela.

## Le naturaliste
François Roffiaen s’est également illustré dans le domaine des sciences naturelles auxquelles Jules Colbeau l’a initié dans sa jeunesse.
Enfants, les deux compères se plaisent déjà à multiplier les observations de terrain dans la petite propriété que les parents Colbeau possèdent aux portes de Namur. Devenus adultes, ils font ensemble un voyage en Suisse (1852) d’où ils ramènent notamment toute une collection d’insectes, de papillons et de mollusques.
En janvier 1863, leur passion commune pour ce dernier type d’êtres vivants les amènent à fonder avec cinq autres personnes – Firmin De Malzine, Egide Fologne, Henri Lambotte, Alexandre Seghers et Joseph Weyers – une Société malacologique de Belgique ; Roffiaen publiera dans les Annales de cette société savante plusieurs articles : 
- Notes conchyoliogiques (traduction française d’un article en italien du Dr Senoner (t. 1) ;
- Mollusques terrestres et fluviatiles recueillis en Suisse (t. 3) ;
- Essais pour obtenir les Helix scalariformes (t. 3) ;
- Coquilles recueillies à Hastière et à Chimay (t. 6) ;
- Mollusques observés dans la vallée de l’Ourthe (t. 8) ;
- Mollusques recueillis dans le Grand-Duché de Luxembourg (t. 9) ;
- Mollusques recueillis à Gand (t. 10) ;
- Mollusques recueillis à Waulsort (t. 10) ;
- Mollusques recueillis dans les environs de Gand (t. 11) ;
- Notes sur des mollusques recueillis à Waulsort (t. 12) ;
- Jules Colbeau et la Société royale malacologique de Belgique (t. 16) ;
- Rapport sur l’assemble générale du 1er juillet 1882 (t. 17).

Propriétaire d’une collection personnelle de mollusques, il veille aussi à l’accroissement et à la bonne présentation de celles de la Société malacologique, conçoit une série d’instruments destinés à extraire les animaux de leur coquille et construit un cochlearium, sorte de vivarium destiné à l’observation et à l’élevage de mollusques. Signe de la place qu’il occupe dans le petit monde savant de son temps, deux de ces animaux – un vivant et un fossile – reçoivent son nom : Planorbis Roffiaeni et Cyprina Roffiaeni.

## Honneur
Chevalier de l'ordre de Léopold (Belgique, 9 novembre 1869).